# Loose: The Concert
Loose: The concert – pierwsze koncertowe DVD Nelly Furtado upamiętniające jej trasę "Get Loose". Na DVD znalazło się 19 koncertowych wykonań oraz 30 minutowa dokumentacja "Behind The Scenes"

## Lista utworów
1. "Intro (Afraid)"/"Say It Right" – 5:35
2. "Turn Off the Light" – 4:46
3. "Powerless (Say What You Want)" – 3:27
4. "Do It"/"Wait for You" – 8:02
5. "Showtime" – 7:07
6. "Crazy" – 4:03
7. "In God's Hands" – 4:39
8. "Try" – 5:43
9. "All Good Things (Come to an End)" – 4:28
10. "Give It to Me" – 2:53
11. "I'm like a Bird" – 5:22
12. "Glow"/"Heart of Glass" – 5:31
13. "Força" – 4:52
14. "Promiscuous" – 6:21
15. "Encore"
16. "Party's Just Begun (Again)"/"No Hay Igual" – 8:25
17. "Maneater" – 7:51